# Sverigedemokraterna
Sverigedemokraterna (SD) (Nederlands: De Zweden-democraten) is een radicaal-rechtse en nationalistische partij in Zweden. De partij werd in 1988 opgericht en is sinds 2010 vertegenwoordigd in het Zweedse parlement. Sinds 2005 is Jimmie Åkesson de partijvoorzitter.

## Geschiedenis
Sverigedemokraterna werd opgericht in 1988, als opvolger van de Sverigepartiet. De partij werd tijdens haar eerste jaren niet geleid door één partijleider, maar door een woordvoerdersduo. Sverigedemokraterna
wil een nationale partij zijn, maar treedt vooral op de voorgrond vanwege haar kritische houding ten aanzien van het Zweeds immigratiebeleid. Ze wordt ook vaak vergeleken met het Front National in Frankrijk. Deze partij schonk de SD SEK 500.000 voor de financiering van de brochures ter gelegenheid van de verkiezingen van 1998.

### De groei van de partij
Een half jaar na de oprichting deden de Sverigedemokraterna in september 1988 voor het eerst mee aan de Zweedse parlementsverkiezingen. De kiesdrempel van 4% werd echter niet gehaald, net als bij de volgende vijf parlementsverkiezingen. Toch groeide de aanhang van de partij door de jaren heen gestaag. In 1991 veroverde de partij haar eerste twee gemeenteraadszetels (in Dals-Ed en Höör), om vervolgens door te groeien naar 49 gemeenteraadszetels in 2002. Bij de parlementsverkiezingen werden de Sverigedemokraterna ook steeds iets groter: van 0,4% in 1998 naar 1,4% in 2002 en 2,9% in 2006.
Onder leiding van Jimmie Åkesson, die het partijleiderschap in 2005 had overgenomen van Mikael Jansson, ontwikkelden de Sverigedemokraterna zich tot een belangrijke partij binnen de Zweedse politiek. Bij de parlementsverkiezingen in 2010 werd voor het eerst de kiesdrempel gehaald: de partij kreeg 5,7% van de stemmen, goed voor 20 zetels in de Rijksdag. Bij de verkiezingen van 2014 liep dit aantal verder op tot bijna 13% (49 zetels) en in 2018 tot 17,5% (62 zetels). Daarmee werden de Sverigedemokraterna de derde partij van het land. De andere partijen in het parlement weigerden echter met hen samen te werken, al werd op lokaal niveau wel gezamenlijk bestuurd.
Bij de Zweedse parlementsverkiezingen van 2022 werd de partij groter dan ooit: met ruim 20% van de stemmen en 73 zetels werd zelfs de Moderata samlingspartiet voorbijgestreefd. Terwijl de sociaaldemocraten de grootste bleven en de centrumrechtse en liberale partijen (Moderaterna, Kristdemokraterna en Liberalerna) alle drie verlies leden, veroverde het rechtse blok dankzij de grote winst van de Sverigedemokraterna toch een meerderheid. In de hieropvolgende regeringsonderhandelingen in kasteel Tidö speelde partijleider Åkesson een sleutelrol. Zijn wens om mee te regeren in een volgend kabinet kwam niet uit, maar uiteindelijk werd wel een compromis bereikt, het Tidö-akkoord,  waarbij de Sverigedemokraterna als gedoogpartner fungeren van een door de andere rechtse partijen gevormd kabinet. Deze regering, met Ulf Kristersson als premier, trad aan op 18 oktober 2022.

### Europees Parlement
De Sverigedemokraterna zijn sinds 2014 vertegenwoordigd in het Europees Parlement. In de periode 2014–2019 beschikte de partij er over twee zetels, na de verkiezingen van 2019 kwam daar nog een zetel bij. De partij behoorde aanvankelijk tot de Alliantie voor Directe Democratie in Europa (ADDE) en de fractie Europa van Vrijheid en Directe Democratie (EVDD). Sinds 2018 maakt de partij deel uit van de Partij van Europese Conservatieven en Hervormers en de fractie Europese Conservatieven en Hervormers (ECR).

## Verkiezingsuitslagen in de Rijksdag
| Jaar | Zetels   | Percentage |
| ---- | -------- | ---------- |
| 1988 | 0 / 349  | 0,0%       |
| 1991 | 0 / 349  | 0,1%       |
| 1994 | 0 / 349  | 0,3%       |
| 1998 | 0 / 349  | 0,4%       |
| 2002 | 0 / 349  | 1,4%       |
| 2006 | 0 / 349  | 2,9%       |
| 2010 | 20 / 349 | 5,7%       |
| 2014 | 49 / 349 | 12,9%      |
| 2018 | 62 / 349 | 17,5%      |
| 2022 | 73 / 349 | 20,5%      |

## Partijleiders
- Leif Ericsson en Johnny Berg (1988–1989)
- Anders Klarström en Ola Sundberg (1989–1990)
- Anders Klarström en Madeleine Larsson (1990–1992)
- Anders Klarström (1992–1995)
- Mikael Jansson (1995–2005)
- Jimmie Åkesson (sinds 2005)